# جوزيف إم. تانر
جوزيف إم. تانر (بالإنجليزية: Joseph M. Tanner)‏ هو كاتب أمريكي، ولد في 26 مارس 1859، وتوفي في 19 أغسطس 1927.